# Bongoyo
Bongoyo ist eine unbewohnte Insel Tansanias, zwei Kilometer nördlich von Daressalam gelegen. Das Eiland gehört zu den vier Inseln des Nationalparks von Daressalam (DMRS). 

## Geografie
Die langgestreckte Insel ist ein Teil des Distrikts Kinondoni, der zur Region Daressalam gehört. 
Die Insel ist hauptsächlich von Büschen mit einzelnen Bäumen bewachsen. Es kommen 59 Pflanzenfamilien auf der Insel vor. Um das Korallenriff und die Seegrasflächen leben Falterfische (Chaetodontidae), Süßlippen (Haemulidae), Zackenbarsche, Serranidae und  Gebänderte Korallengarnelen (Stenopus hispidus). Am Strand nisten Karettschildkröten (Eretmochely imbricate) und Grüne Meeresschildkröten (Chelonea mydas).

## Erreichbarkeit
Die häufig von Tagesurlaubern besuchte Ferieninsel verfügt über feine Sandstrände und ist in dreißig Minuten von der zu Daressalam gehörenden Halbinsel Msasani erreichbar. Mit dem Schnellboot dauert die Fahrt nur 10 Minuten.